# Hydrierwerke Pölitz
Hydrierwerke Pölitz was een synthetische benzinefabriek in Police, en één van de twaalf fabrieken die door IG Farben zijn gebouwd om vloeibare brandstof uit steenkool produceren.
Dit bedrijf was een joint venture tussen IG Farben, Royal Dutch Shell en Standard Oil of New Jersey. De beste kwaliteit benzine werd naar de luchthavens van de Luftwaffe gestuurd, dieselbrandstof van zeer hoge kwaliteit was bestemd voor onderzeeboten, diesel van lagere kwaliteit was bestemd voor schepen van de Kriegsmarine. Benzine, olie en smeermiddelen waren bestemd voor tanks en voertuigen van de Wehrmacht.
Vanaf het moment dat de fabriek in gebruik werd genomen, was ze een belangrijk doelwit van systematische geallieerde luchtaanvallen.
Vanwege deze aanvallen bouwden de Duitsers een ballonbarrière en schuilkelders. Ondanks de toegenomen intensiteit van de luchtaanvallen in 1944, bleef de fabriek benzine produceren.
De fabrieken besloegen een totale oppervlakte van 200 hectare. Voor de exploitatie van zo'n groot complex werden burgers, dwangarbeiders, krijgsgevangenen en concentratiekampgevangenen ingezet. Ze werden ondergebracht in kampen rond het terrein. Er zijn schattingen dat tijdens de Tweede Wereldoorlog ongeveer 13.000 mensen, voornamelijk Polen, zijn gestorven door honger, ziekte, uitputting en de wreedheid van hun folteraars.
Naast de bovengrondse infrastructuur zijn er uitgebreide ondergrondse faciliteiten in de vorm van kanalen, bassins, bunkers en kelders. De fabriek is eind 1945 tot de tweede helft van 1946 ontmanteld. In het Sovjettijdperk zijn er installaties als schroot afgevoerd. De restanten van de fabriek bevinden zich in het westelijke deel van Police ten noorden van de stad Szczecin. De overblijfselen van de voormalige fabriek zijn geschikt gemaakt voor bezichtiging. Dit als onderdeel van het in 2010 opgerichte historisch museum "SKARB".

## Fotogalerij

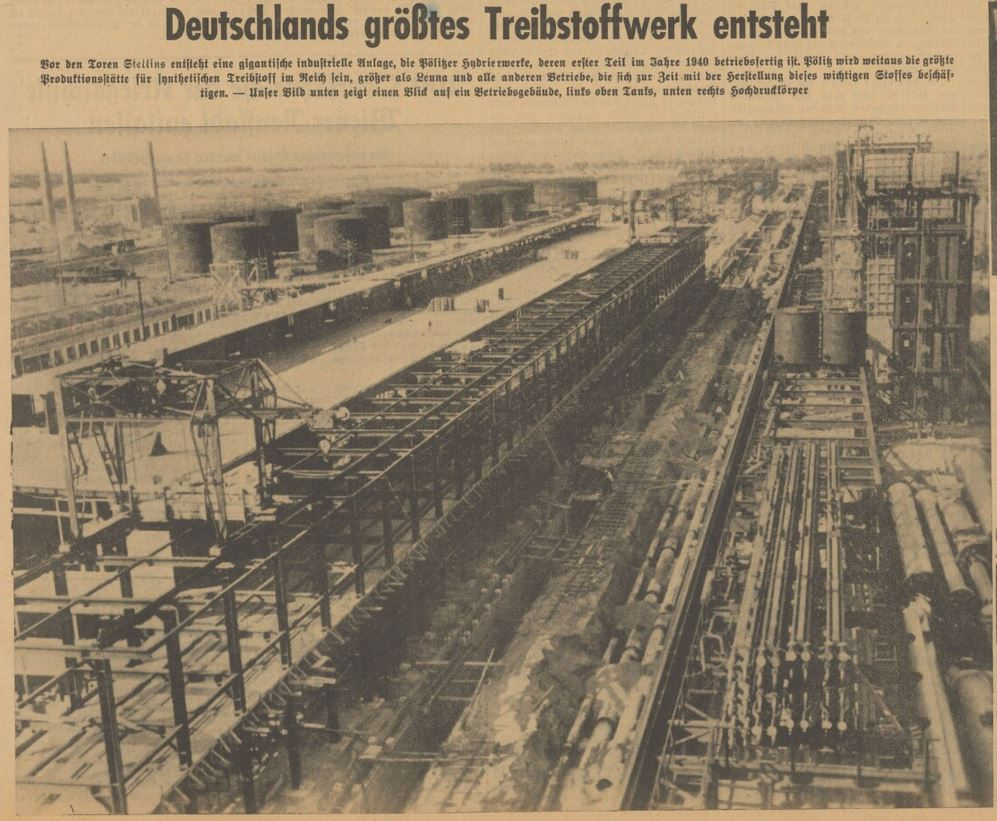
bouw van de fabriek in 1939
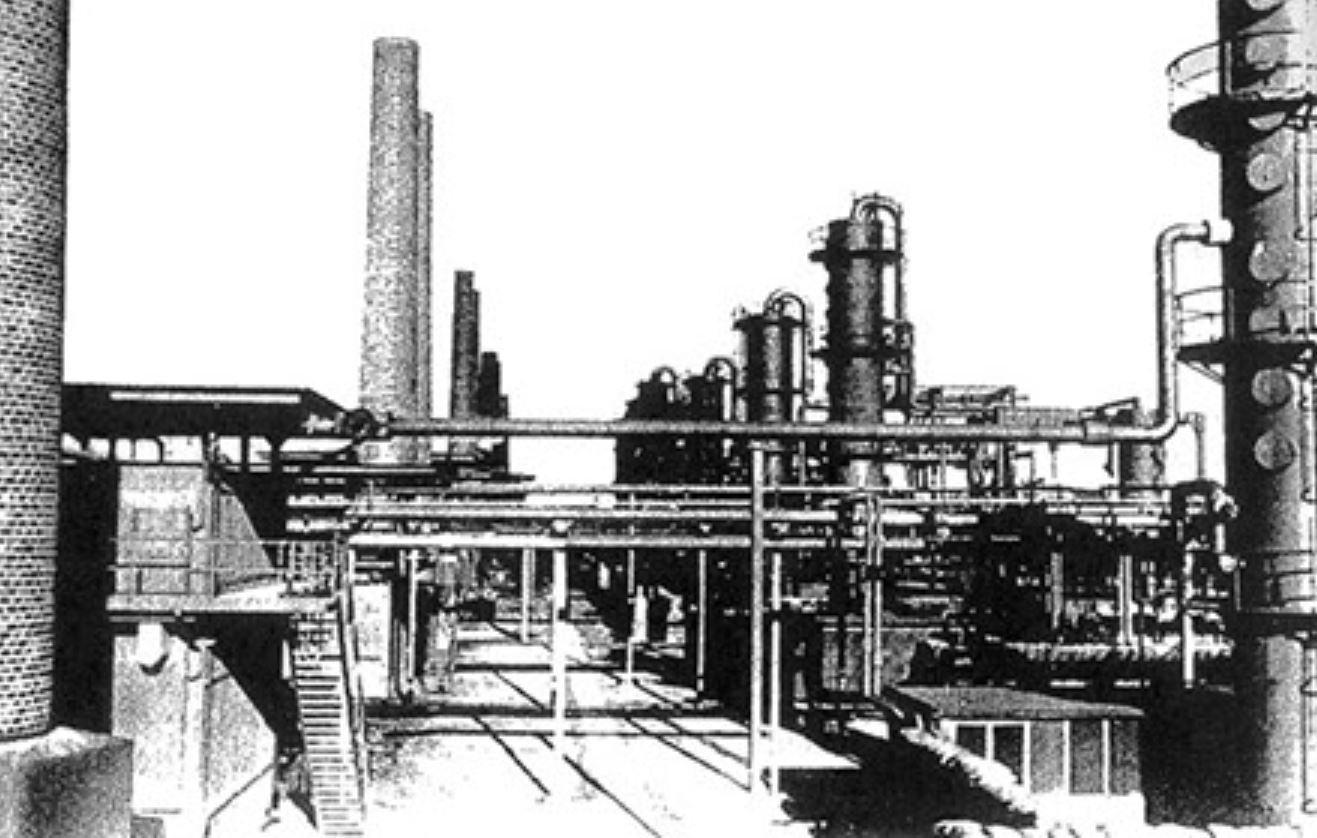
de fabriek rond 1943
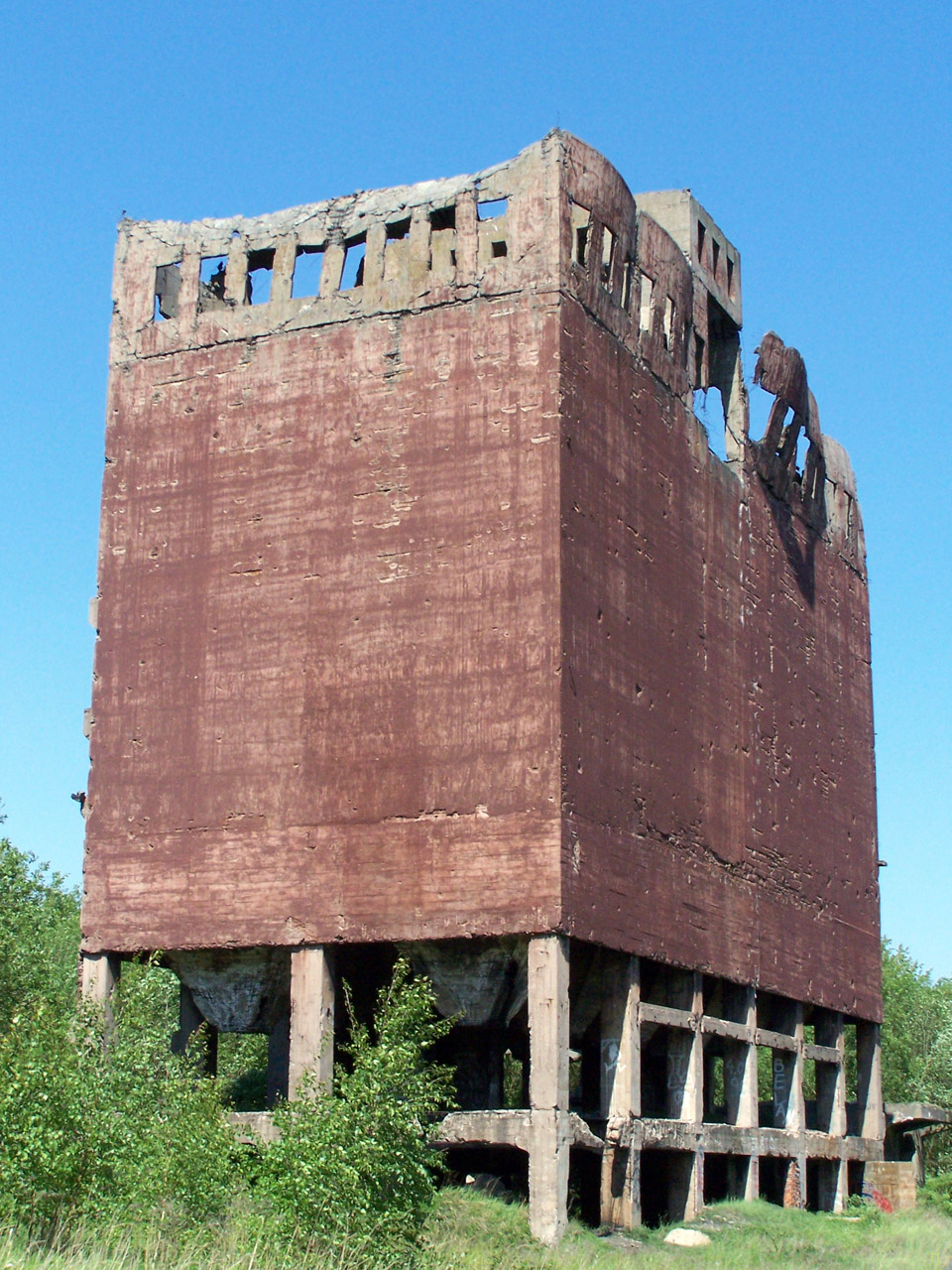
kolenlift in 2007
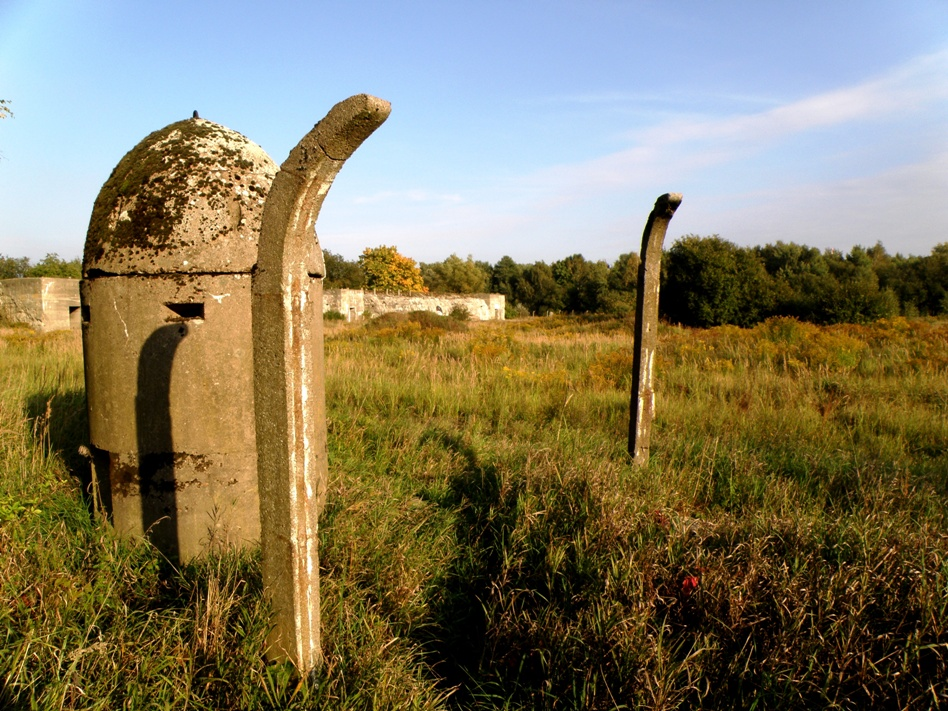
schuilplaats met deel van het hek
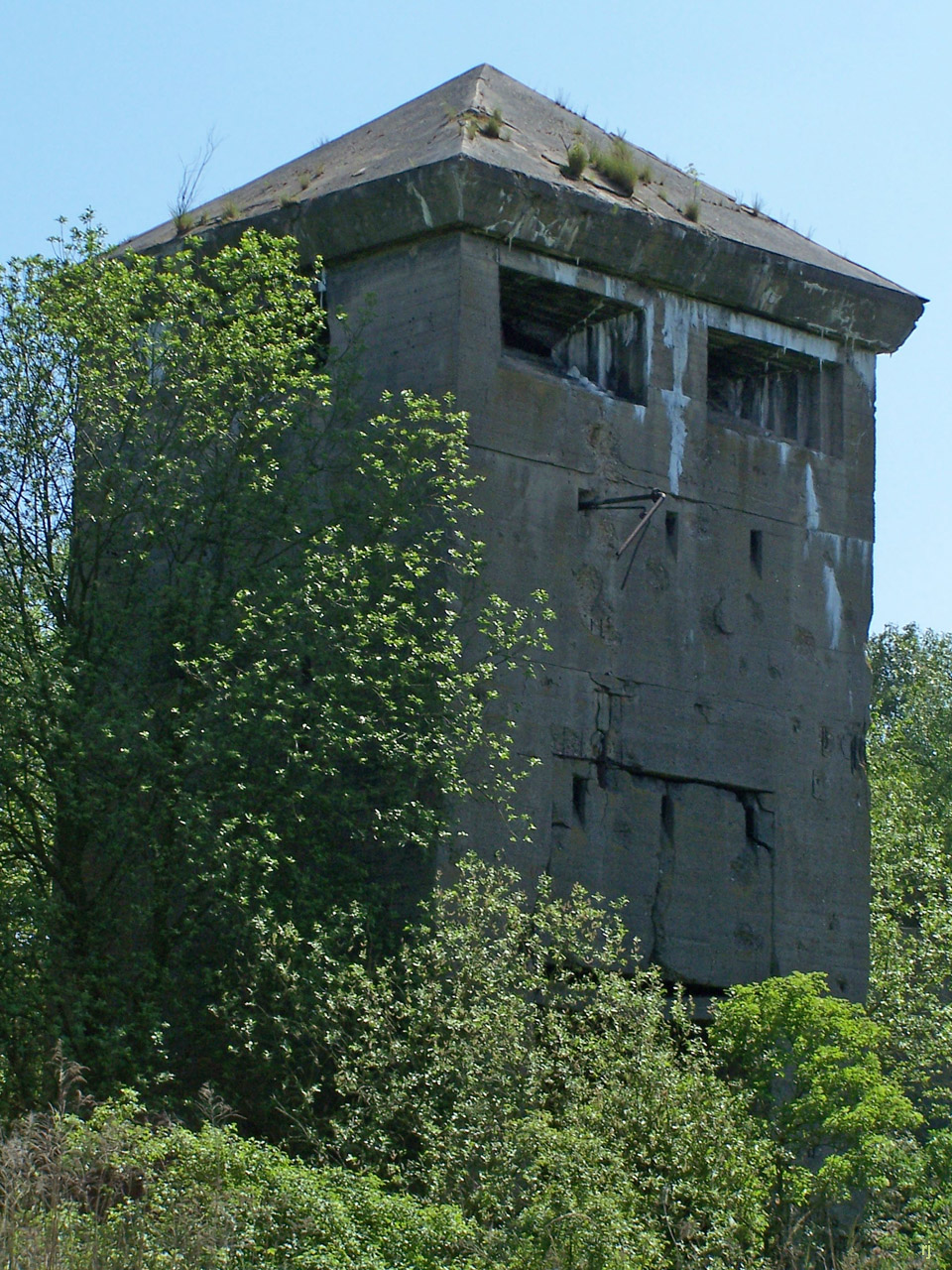
wachttoren
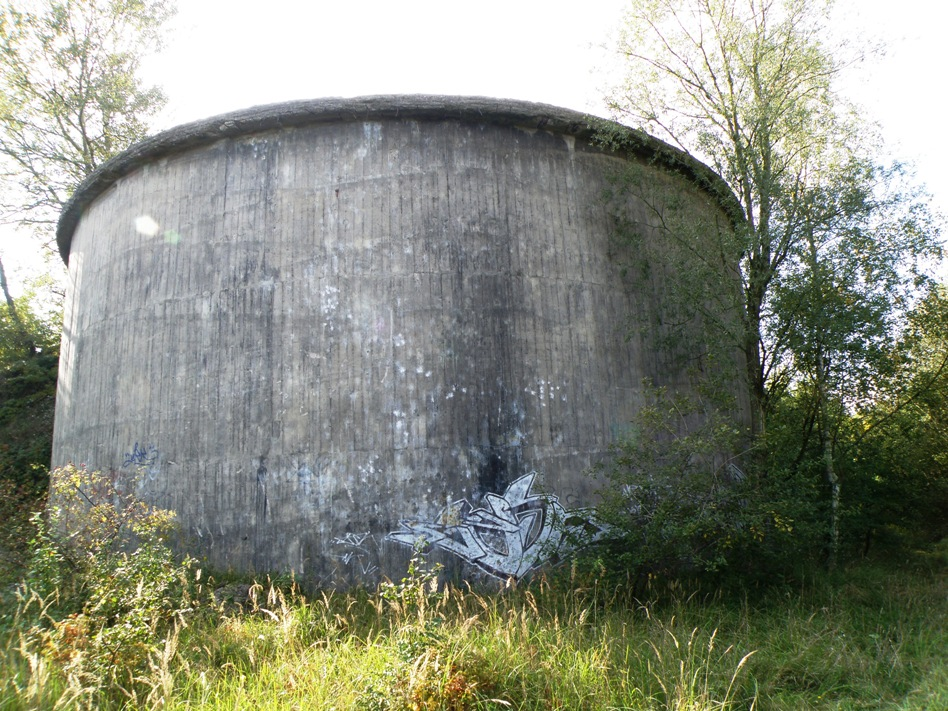
opslag tank in 2008